# Saturnin z Cagliari
Saturnin z Cagliari (zm. w III w.) – święty i męczennik chrześcijański, patron Cagliari.
Jego wspomnienie liturgiczne w Kościele katolickim obchodzone jest 30 października (wcześniej 23 listopada).